# Зона вільної торгівлі між Україною та Чорногорією
Зона вільної торгівлі між Україною та Чорногорією (серб., чорн. Зона слободне трговине између Црне Горе и Украјине / Zona slobodne trgovine između Crne Gore i Ukrajine) створена Угодою про вільну торгівлю між Урядом України та Урядом Чорногорії, підписаною в м. Києві 18 листопада 2011 року, що набрала чинності 1 січня 2013 року.
Зона охоплює торгівлю товарами, послугами та врегулювання спорів. З моменту набрання чинності Угодою Чорногорія забезпечує скасування імпортних мит до нуля. При цьому, українська сторона в рамках Угоди вилучила з режиму вільної торгівлі низку чутливих груп сільськогосподарських товарів. Також, збережено право на застосування Україною експортних мит відповідно до існуючих зобов'язань у рамках СОТ.

## Відомості про Чорногорію

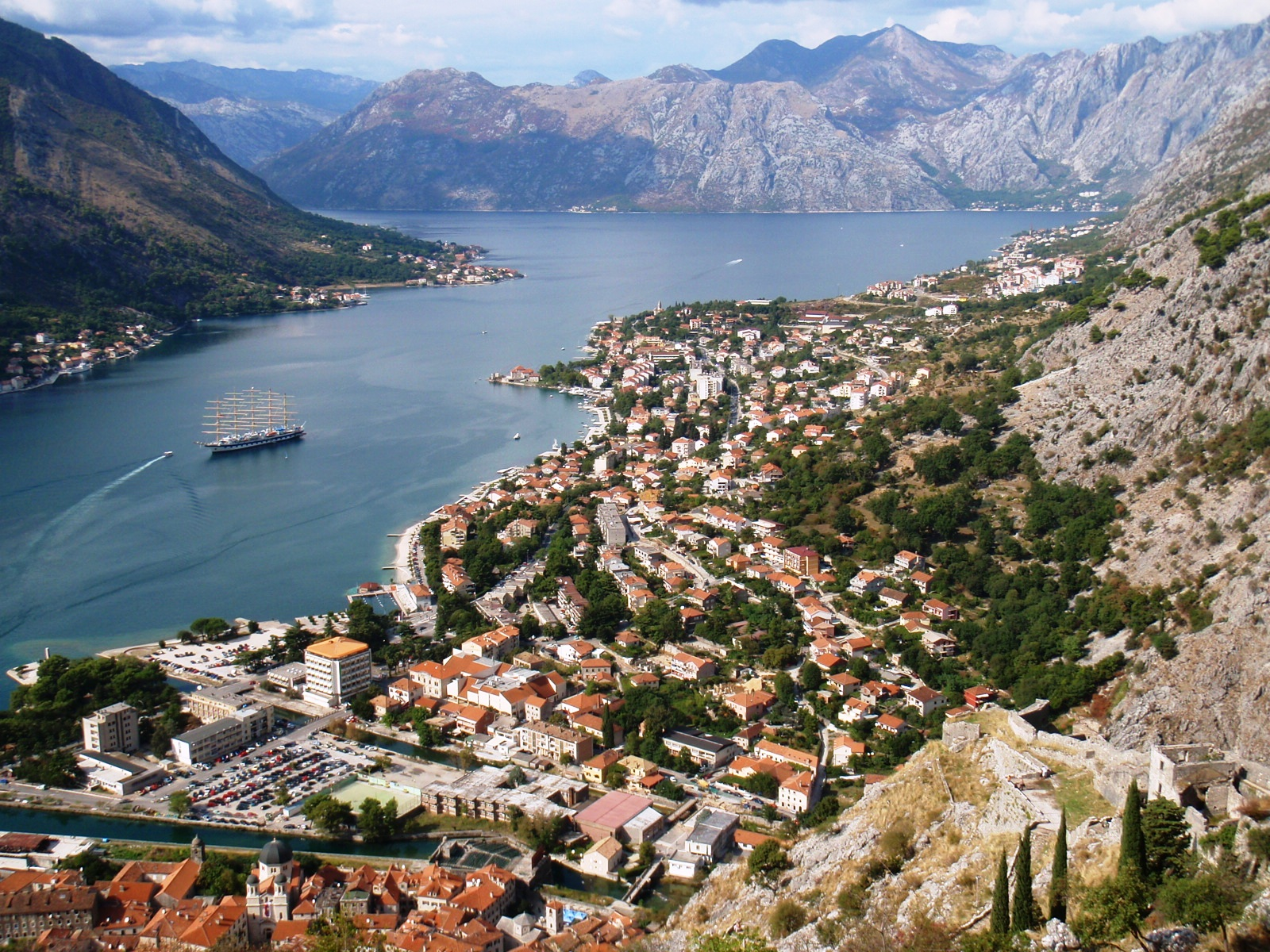
Котор

Чорногорія — європейська, західнобалканська країна, яка отримала незалежність у результаті завершення розпаду колишньої комуністичної Югославії у червні 2006 року. 21 травня 2006 року відбувся референдум, під контролем та на умовах ЄС та європейської спільноти, під час якого 55,4 % виборців підтвердили своє бажання жити у незалежній країні, тоді як 44,6 % були проти. 3 червня 2006 року Скупщина (парламент) Чорногорії проголосила її державну незалежність, а вже 28 червня Чорногорія вступила до ООН. Україна визнала Чорногорію 19 червня 2006 р., а 22 серпня встановила дипломатичні відносини.
Чорногорія — невелика за територією і малочисельна за населенням країна. Станом на 2017 населення складало 642 550 осіб, при чому висока щільність заселення у смузі земель Адріатичного моря і мала щільність у гірських районах. Середня щільність населення — 45,4 осіб на кв. км. Територія становить 13 812 км² разом із морською смугою. Вона межує із Сербією, Хорватією, Боснією та Герцеговиною, Албанією та Косовом. Територія рівнинної та придатної для сільського господарства землі не є великою, тому обсяги виробленої сільгосппродукції в Чорногорії не є значними.
Чорногорія обмежена своєю власною сировинною базою для розвитку промисловості. У горах півночі є декілька підприємств видобутку свинцево-цинкових руд, а також боксити, що використовуються алюмінієвим комбінатом у столиці Подгориці. Але Чорногорія має значні обсяги гідроенергоресурсів, деревини, будівельних матеріалів, хоча головним природним ресурсом країни є клімат, море, гори, екологічно чиста берегова смуга та лісові території — те, що створює умови для розвитку туризму. До 50 % надходжень до державного та місцевих бюджетів формуються за рахунок туристичного бізнесу.
Чорногорія, як і Україна, є багатонаціональною, багатоконфесійною країною. За результатами останнього перепису, серед населення переважають чорногорці (45,0 %) та серби (28,7 %), проживають також босняки (8,7 %), албанці (4,9 %), «мусульмани» (3,3 %) та цигани (1,0 %). За релігійними вподобаннями 72,07 % є православними християнами, 19,11 % мусульманами, 3,44 % католиками, 5,38 % сповідують інші релігії.

## Розвиток торговельних відносин, укладення Угоди
Напередодні підписання Угоди про ЗВТ українсько-чорногорські двосторонні відносини регулювалися 32-ма договірними актами, ключовими з яких є:
1. Угода між Урядом України і Союзним Урядом Союзної Республіки Югославія про торгівлю та економічне співробітництво (01.08.1995);
2. Угода між Кабінетом Міністрів України та Союзним Урядом Союзної Республіки Югославія про взаємне сприяння та захист інвестицій (09.01.2001);
3. Угода між Кабінетом Міністрів України та Радою Міністрів Сербії і Чорногорії про військово-технічне співробітництво (04.11.2003);
4. Угода між Кабінетом Міністрів України та Урядом Чорногорії про режим взаємних поїздок громадян (15.06.2010)[4].

18 грудня 2008 року Україна подала Чорногорії запит про умови доступу на її ринки українських товарів і послуг. Це означало, що Україна буде блокувати вступ Чорногорії до СОТ, оскільки Київ вважав, що Подгориця встановила високі тарифи на продукцію традиційного українського експорту — метал, вироби хімічної промисловості, продукцію аграрного сектору. На той час Україна мала частку в товарообігу Чорногорії з усіма країнами світу лише на рівні 0,02 %.
2009 року відбулися чотири раунди українсько-чорногорських переговорів із питань умов вступу Чорногорії до СОТ, але мета досягнута так і не була. Українська сторона залишалася непоступливою і після зміни президента, у 2010 та 2011 роках.

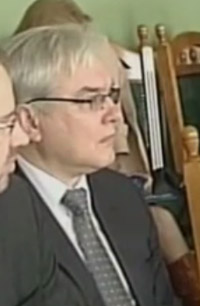
Валерій Пятницький

Головним переговірником від України виступав заступник Міністра економіки України, урядовий уповноважений з питань європейської інтеграції Валерій Пятницький.
29 вересня 2011 року Україна і Чорногорія остаточно домовились за всіма дискусійними питаннями, які існували між двома країнами щодо умов вступу Чорногорії до СОТ. Було повідомлено, що у листопаді відбудеться підписання двох документів: двосторонньої угоди про вільну торгівлю між Україною і Чорногорією та двостороннього протоколу про доступ до ринку товарів і послуг у зв'язку із наміром Чорногорії увійти до СОТ. Вони були підписані 18 листопада. Угоду підписали: від України — перший віце-прем'єр Андрій Клюєв, від Чорногорії — міністр економічного розвитку Володимир Каваріч. Двосторонній протокол від України підписав Валерій Пятницький, а від Чорногорії — Володимир Каваріч.
Верховна Рада України ратифікувала Угоду 16 жовтня 2012 року («За» 265).

## Цілі ЗВТ
Зона вільної торгівлі з Чорногорією була покликана активізувати сільське господарство, виробництво машин та устаткування, металургію, зокрема металообробку. Також українська сторона була зацікавлена у розширенні військово-технічного співробітництва.
Українська сторона також розраховувала на збільшення експорту українських товарів та послуг на ринок Чорногорії внаслідок покращення умов доступу української продукції до чорногорського ринку, а також розширення ринків збуту продукції українських виробників у Балканському регіоні; закріплення вже традиційних експортних позицій українських компаній на ринку Чорногорії; розширення структури та номенклатури українського експорту; ефективне використання Україною транзитних переваг проходження потоків товарів і послуг територією Чорногорії.
Передбачалося просування в таких напрямках:
1. передача сучасних будівельних технологій у сфері житлового та промислового будівництва;
2. участь у модернізації залізниці та суднобудівної галузі Чорногорії, постачання рухомого складу та локомотивів;
3. постачання до Чорногорії міських та міжміських автобусів;
4. експорт продуктів харчування та організація їх виробництва в Чорногорії;
5. розширення військово-технічного співробітництва;
6. постачання сучасних енергозберігаючих технологій для житлового та промислового будівництва, зокрема для готелів;
7. створення виробництва сонячних батарей для промислових та приватних будинків;
8. активізація інвестиційної діяльності;
9. будівництво експлуатація електростанцій та виробництво електроенергії[4].

## Механізм дії ЗВТ
На підставі статті 7 Угоди Сторони скасували з 1 січня 2013 року всі мита на імпорт товарів походженням з Чорногорії або України, що охоплюються розділами з 1 по 97 Гармонізованої системи опису та кодування товарів (ГС 2007), за винятком випадків, зазначених нижче.
При імпорті в Україну вилучено з режиму вільної торгівлі походженням з Чорногорії таку продукцію:
- свинину свіжу, охолоджену або морожену (код УКТ ЗЕД 0203);
- печінку свиней, морожену (УКТ ЗЕД 0206 41 00 00);
- інші їстівні субпродукти свиней, морожені (УКТ ЗЕД 0206 49 20 00);
- частини тушок і їстівні субпродукти курей, морожені (УКТ ЗЕД 0207 14);
- сало свіже, охолоджене, морожене, солоне або в розсолі (УКТ ЗЕД 0209 00 11 00);
- цукор із цукрової тростини або цукрових буряків і хімічно чисту цукрозу у твердому стані (УКТ ЗЕД 1701)[11].

Сторони також запровадили режим найбільшого сприяння у сфері торгівлі послугами, за деякими винятками. «Режим найбільшого сприяння» означає, що кожна сторона Угоди повинна надавати всім послугам та постачальникам послуг іншої сторони режим не менш сприятливий, ніж той, що вона надає для подібних послуг і постачальників послуг будь-якої третьої сторони.
Угода також багато в чому ґрунтується на засадничих угодах Світової організація торгівлі: ГАТТ/ГАТС.
Спори, що можуть виникати між сторонами ЗВТ, Угода пропонує вирішувати перш за все шляхом посередництва, примирення та медіації. Також передбачений механізм консультацій, створення арбітражної комісії. Крім того, створений українсько-чорногорський Комітет з питань вільної торгівлі, що покликаний перевіряти стан виконання Угоди та відстежувати її розвиток.
З 1 лютого 2018 року Україна набула повноправного членства в Регіональній конвенції про пан-євро-середземноморські преференційні правила походження 2012 року (Конвенція Пан-Євро-Мед). Чорногорія вже була на той час її учасницею.
Конвенція встановлює правила походження товарів, які продаються згідно з угодами про вільну торгівлю, укладеними між учасниками Конвенції. Продукцію, яка отримала статус походження в одній із країн, можна використовувати у виробничих процесах у будь-якій з інших країн без втрати цією продукцією статусу походження, який надає преференції при сплаті мит.
Дія Конвенції дозволяє українським виробникам експортувати продукцію на умовах преференційного походження у Чорногорію (та інші країни-члени Пан-Євро-Мед, з якими в України є угоди про ЗВТ). Водночас, відповідну перевагу щодо експорту своєї продукції в Україну отримують і чорногорські експортери.

## Уплив ЗВТ на торгівлю
За підсумками 2014 року головними торговельними позиціями в структурі українського експорту до Чорногорії були продукти перегонки нафти, олія, цукор, запасні частини до машин та механізмів, одяг, олійне насіння, картонні та паперові вироби, електричні пристрої. Головними товарними групами чорногорського імпорту були запасні частини автомобілів, боєприпаси та піропатрони, алкогольні напої, паперові вироби.
Основними чинниками, які негативно впливають на розвиток торгівлі між Україно та Чорногорією, є загальне зменшення обсягів зовнішньої торгівлі України; недооцінка українським бізнесом потенційних можливостей ринку Чорногорії; неучасть українських підприємств у виставках у країні перебування; відсутність спільної експертної групи з економічних питань.
До позитивних чинників можна віднести розвинуту договірно-правову базу торговельно-економічних відносин між двома країнами; діючий безвізовий режим; дружній характер двосторонніх відносин Чорногорії з сусідніми країнами; розвинуту транспортну інфраструктуру та логістичні можливості країни; існування економічних зон з пільговим оподаткуванням.
У 2010—2012 роках відбулось 5 українсько-чорногорських бізнес-форумів, делегації 10 міст-побратимів обмінялись візитами. Однак, ця активність була малорезультативною: до української економіки надійшло лише 3,0 млн дол. інвестицій, а з Чорногорії в Україну — ще менше. Продовжували свою діяльність п'ять спільних підприємств (туризм, освітлювальне обладнання, модернізація залізниці). Головним напрямком у співпраці залишався туризм, що було більш вигідним для чорногорської сторони.
У листопаді 2013 була підписана угода між мером міста Цетинє і представником української компанії «Montelor» про будівництво й відкриття фабрики із виробництва шоколаду. Відкриття фабрики було заплановано на березень 2014 року. Для запуску виробничого конвеєра передбачалося залучити приміщення першої в Чорногорії типографії «Obod», що не використовувалося. На цій фабриці планувалося працевлаштувати 53 працівників, що для чорногорської сторони було важливим фактором. Проте, незабаром революційні події в Україні вплинули на бізнес-плани «Montelor». На початку 2015 року мер Цетинє повідомив, що компанія припинила реалізацію проекту в Чорногорії і значно скоротила обсяг виробництва в Україні. Головна причина відмови від проекту в Чорногорії — складна політична й соціально-економічна ситуація в Україні.
Основні статті українського експорту в 2017 році: кондитерські вироби (56 %), м'ясо та їстівні субпродукти (16 %), меблі (7,5 %). Основні статті імпорту: порох і вибухові речовини (83 %), фармацевтична продукція (12 %).

### Товарообіг України та Чорногорії
| (млн. дол. США) | 2009   | 2010   | 2011 | 2012 | 2013 | 2014  | 2015 | 2016 | 2017  |
| --------------- | ------ | ------ | ---- | ---- | ---- | ----- | ---- | ---- | ----- |
| Товарообіг      | 5,246  | 11,998 |      |      | 6,4  | 6,04  |      |      | 12,47 |
| Експорт         | 2,011  | 6,709  |      |      | 4,28 | 2,72  |      |      | 8,9   |
| Імпорт          | 3,25   | 6,289  |      |      | 2,12 | 3,26  |      |      | 3,6   |
| Сальдо          | −1,225 | 0,417  |      |      | 2,16 | −0,54 |      |      | 5,3   |

Джерела:,,.
Поява негативного сальдо двосторонніх економічних відносин пояснюється динамічним зростанням обсягів послуг, які надає чорногорська сторона (туризм) та загальним скороченням українського експорту.